# Hans Züllig
Hans Züllig   (Rorschach, 1 de febrer de 1914 - Essen, 8 de novembre de 1992) fou un ballarí i professor suís i professor de dansa. Del 1968 al 1983 va formar molts actors en teatre de dansa alemany a la Universitat Folkwang d'Essen.

## Biografia
Züllig va completar la formació de dansa a l'Escola Folkwang d'Essen del 1931 al 1934, amb Kurt Jooss i Sigurd Leeder entre d'altres. Des del 1932 fou ballarí amb la companyia de ball "Ballets Jooss" a Essen i després de la seva emigració del 1934 al 1947 a Devon (Anglaterra). El 1949 Züllig va tornar a Essen amb Jooss. Del 1951 al 1953 va ballar com a solista al "Folkwang Tanztheater d'Essen". De 1953 a 1954 Züllig va ser ballarí solista al "Stadttheater Zurich", a més de director i professor de l'Escola de Dansa de Teatre de Suïssa afiliada al Stadttheater. El 1954 va seguir a Jooss com a solista i segon mestre de ballet a la "Städtische Bühnen Düsseldorf". Del 1956 al 1961 va treballar com a ballarí, coreògraf i professor a la Universitat de Santiago de Xile. El 1968 Züllig, com Jooss abans, va ser nomenat professor de la Universitat Folkwang d'Essen i el 1969 cap del seu institut de dansa. Des de 1973 fins a la seva mort (càncer d'ossos) va ser també entrenador principal al "Tanztheater Wuppertal" de Pina Bausch.
Va ser el primer intèrpret de diversos rols en la producció de Jooss: Ballade, Tonight (1935); A Spring Tale (1939); Pandora (1944). També ha actuat en ballets seus (Le Bosquet, 1945) de Sigurd Leeder (Sailor's Fancy, 1943), d'Andrée Howard (Selina, 1948) i de John Cranko (Sea Change, 1949).

## Honors
La Universitat Folkwang de les Arts d'avui ha batejat el nom de la seva nova casa de ball "Hans-Züllig-Tanzhaus".